# Masayoshi Yoneda
Masayoshi Yoneda (jap. 米田 正義, Yoneda Masayoshi; * um 1950) ist ein japanischer Jazzmusiker (Piano, auch E-Piano, Synthesizer).
Yoneda spielte in den frühen 1970er-Jahren im Sextett des Bassisten Naosuke Miyamoto (Step!, 1973). In den folgenden Jahren gehörte er der Fusionband Burning Men an (Album Solaris Burning Super Session II, 1978, mit Isao Suzuki, Shigeo Hirayama, Tatsuhiko Hizawa, Takayuki Katō, Donald Bailey, Kōsuke Mine) und arbeitete mit Isao Suzuki & New Family (The Thing, 1979) und mit der Flötistin Tamami Koyake, in den 1980er-Jahren mit Hidehiko Matsumoto, Steve Grossman (Our Old Frame, 1987) und Yoshiyuki Yamanaka (Peggy's Blue Skylight, TBM 1988). Im folgenden Jahrzehnt gehörte er dem Shigeo Maruyama Orchestra an. Im Bereich des Jazz listet ihn Tom Lord zwischen 1973 und 1997 bei acht Aufnahmesessions, zuletzt bei Tatsuya Satō.